# کرکس (فیلم ۲۰۱۲)
کرکس (لهستانی: Sęp) یک فیلم مهیج لهستانی است که در سال ۲۰۱۲ ساخته و در سال ۲۰۱۳ منتشر شد.

## گزیدهٔ بازیگران
- میخاو ژبروفسکی
- آنا پژیبیلسکا
- آنا درشوفسکا
- دانیل اولبریخسکی
- پاوئو ماواشینسکی
- پیوتر فرونچوسکی
- آندژی سورین
- آندژی گرابوفسکی
- میروسواف باکا
- یولانتا فراشینسکا
- پشمیسواف سادوفسکی
- پیوتر گونسافکی
- یوآنا اورلئانسکا
- رادوسواف پازورا
- پیوتر شیفکیویچ
- یوآنا کوپینسکا
- یاتسک کرول